# Fausse Donne
Pour plus de détails, voir Fiche technique et Distribution.
Fausse Donne (Made Men) est un film américain réalisé par Louis Morneau, diffusé aux États-Unis sur la chaîne HBO en 1999.

## Synopsis
Bill Manucci, ex-membre de la mafia de Chicago, vit avec sa femme dans une petite ville de Caroline du Sud, où il bénéficie du programme de protection des témoins du FBI. Suspecté de s'être enfui avec un butin de 12 millions de dollars, Bill est pris en chasse par deux de ses anciens collègues, Miles et Felix, tous deux à la solde du Skipper, mystérieux chef de la mafia dont personne ne connaît le visage, et bien déterminés à rapatrier ce magot. Alors que se mêle à ce trio un shérif local bien décidé à toucher sa part de la somme, les choses pourraient bien dégénérer dans la paisible ville d'Harmony.

## Fiche technique
- Réalisation : Louis Morneau
- Scénario :  Robert Franke, Alfred Gough et Miles Millar
- Production :
- Durée : 87 minutes
- Date de sortie : 1999

## Distribution
- James Belushi (V. F. : Patrick Floersheim) : Bill Manucci
- Timothy Dalton (V. F. : Edgar Givry) : Shérif Dex Drier
- Vanessa Angel (V. F. : Virginie Ledieu) : Debra
- Michael Beach (V. F. : Lucien Jean-Baptiste) : Miles
- Carlton Wilborn (V. F. : Pascal Renwick) : Felix
- Jamie Harris : Royce